# Ezequiel Castanha
Ezequiel Antônio Castanha (1963, Tupi Paulista), também conhecido como o Rei do Desmatamento, é o líder de uma quadrilha de grileiros acusado pela Polícia Federal de ser o maior desmatador da Amazônia de todos os tempos. De acordo com o Ibama, o grupo de Castanha foi responsável por metade do desmatamento na BR-163, que corresponde a 20% do desmatamento na Amazônia. Ele é a pessoa que mais acumulou multas do Ibama, no valor de R$ 345,5 milhões, e é estimado que seu esquema tenha desviado R$ 100 milhões em sonegação de impostos e lavagem de dinheiro.
Castanha era muito influente na região, recebendo apoio tanto da população quanto de empresários e políticos, que diziam que o desmatamento havia trazido progresso para a área. Foi preso pelo Ibama em 2014 durante a Operação Castanheira. Agora, aguarda seu julgamento em liberdade e sua pena pode chegar até 54 anos.

## Vida pessoal
Nasceu em 1963, em Tupi Paulista. É filho de Cirineide Bianchi Castanha com Onério Castanha. Sua mãe foi acusada pela Repórter Brasil de vender animais provenientes de área desmatada em Nova Bandeirantes para a JBS em 2013. Seu pai é coautor de vários de seus crimes e é o principal laranja do grupo. Ele é casado e tem dois filhos.
Chegou na Amazônia nos anos 80. Seu pai havia vendido o terreno onde moravam para comprar outro maior pelo mesmo preço no Mato Grosso. Lá, desmatou o terreno para plantar café. A plantação não rendeu e Onério passou a criar gado. Em 1988, aos 25 anos, Ezequiel abriu um mini-mercado dentro de um garimpo próximo de Alta Floresta. Com o dinheiro do negócio, comprou uma fazenda em Monte Verde, onde seus pais moravam na época. O preço das terras estava inflacionado, então vendeu o mercado e foi para o que seria a mais nova fronteira agrícola do país, o Pará.
Se estabeleceu em Novo Progresso em 2003. Castanha se dizia empresário e ele e seus parceiros possuíam vários negócios. Seu primeiro empreendimento na cidade foi a rede de Supermercados Castanha, mas também possui um hotel, revendedora de automóveis e outros. Várias dessas empresas eram de faxada e ele era o maior gerador de empregos do município. Passou a desmatar em 2004. Entrou na mira do Ibama em 2006, quando seu grupo desmatou mil hectares entre a BR-163 e o rio Cuiabá. Fala-se na região que Ezequiel mandava mais do que o prefeito, e a população tem medo de falar sobre seus crimes. Ele recebia apoio de empresários, fazendeiros, políticos e da população, que afirmavam que o desmatamento havia trazido progresso para a cidade. Também dizia que o Ibama o acusava falsamente de desmatamento para movimentar a indústria da multa.

## Quadrilha
Desde 2006, Castanha agia principalmente nos arredores da BR-163, nos municípios de Nova Bandeirantes, Novo Progresso, Itaituba e Altamira. Entre as terras públicas invadidas, estão as Florestas Nacionais do Jamanxim e Altamira. A área não é bem monitorada pelos órgãos públicos. O preço de venda dos terrenos variava entre R$ 2 milhões e R$ 30 milhões.
Seus empregados trabalhavam em condições análogas à escravidão. Eles entravam na mata e cortavam árvores individualmente para não chamar atenção do Ibama. Indígenas eram usados para vazar informações do órgão para os empregados evitarem desmatar durante as operações. Depois, eles prendiam uma corrente, o "correntão," em dois tratores, que aceleravam lentamente e destruíam a mata pela frente. Depois, a madeira era vendida quando possível e fogo era ateado no terreno. O local, que agora se parece com uma pastagem, é vendido para agricultores, principalmente do sudoeste. Mensagens interceptadas sugerem que os compradores sabiam que as terras haviam sido desmatadas. Empresas de faxada eram usadas para selar os negócios para dar um ar de legalidade, e ameaças ao modelo de negócio eram combatidas com violência ou processos judiciais. O dinheiro era lavado em seus estabelecimentos, que já foram fechados inúmeras vezes pela Receita Federal.
O terreno era vendido através de um grupo de corretora de imóveis que atuava em São Paulo, Paraná e Pará. Os clientes eram avisados que a Amazônia era a última fronteira agrícola do Brasil, e que os terrenos seriam valorizados após a finalização da BR-163. Eles escolhiam as terras propícias para a soja e faziam seu georreferenciamento para medir as áreas. Também evitavam invadir reservas indígenas para não terem conflitos com o Ibama e a Funai. A gangue se utilizava das brechas regulamentórias do estado para forjar documentos e camuflar a origem dos terrenos. O Ibama afirma que seu grupo já ameaçou de incendiar escritórios do ministério, roubar matéria-prima confiscada e cometer homicídios.
Além disso, o grupo fazia pressão para o Congresso Nacional diminuir as áreas de conservação na Amazônia. Até 2015, Castanha e sua família deviam R$ 47 milhões em multas por desmatamento. Ele é formalmente acusado de desmatar apenas 79,1 km², uma fração do valor apontado pelo Ibama.

## Multas e prisão
Em 2006, foi multado pelo Ibama em R$ 3 milhões por crimes ambientais pela primeira vez.
Em 2008, o Ministério Público do Pará informou à Justiça Federal que 6 km² de Gleba Curá haviam sido devastados por Castanha. Ele foi multado pelo Ibama em R$ 2,7 milhões e o Ministério Público pediu à Justiça que pagasse mais R$ 2,2 milhões em indenizações. A decisão não foi acatada e os bois continuaram pastando nas áreas. Por isso, em 2010, o procurador da República Felício Pontes Jr. solicitou à Justiça que intimasse o Ibama e a Funai a acompanharem a desocupação do terreno.
Em 4 de abril de 2011, o Ibama estava prestes a executar a Operação Disparada para investigar áreas como a Fazenda Jatobá, vendida em 2007 pelo parceiro de Castanha. A fazenda possuía 5.233 mil hectares, dos quais 26% já haviam sido desmatados. Centenas de moradores de Novo Progresso cercaram o órgão e amarraram cabos de aço nas hélices do helicóptero que seria usado pela equipe. Depois, em reunião das forças armadas do Ibama com a prefeita Madalena Hoffmann, Castanha admitiu a venda do terreno e acusou o Ibama de trabalhar contra os interesses econônicos da região.
Em 2012, Castanha foi incluído na lista suja do trabalho escravo. A operação foi deflagrada pelo Ibama.
Em 13 de maio de 2013, o Ibama e a Força Nacional abordaram uma caminhonete Toyota hilux branca, cujo piloto foi encontrado com um revólver com uma das balas disparadas e documentos de compra e venda de uma fazenda chamada Serra Azul entre Anivaldo Batista e Ezequiel Castanha. Um corpo foi encontrado na fazenda, e os documentos revelavam que Castanha daria R$ 120 mil, um touro, 50 novilhas e uma caminhonete Toyota Hilux branca como pagamento. Logo surgiu a suspeita que o crime havia sido uma desavença entre Ezequiel e Anivaldo, mas Castanha negou, dizendo que havia vendido o terreno logo depois de tê-lo adquirido. Porém, o novo detentor do terreno era um empregado laranja de Castanha. As suspeitas subiram ainda mais por Castanha ter contratado um peão para manter o terreno limpo, mas ao fim da investigação, não houve provas o suficiente para indiciá-lo por assassinato.
Em 2014, foi acusado pela Justiça Federal de contrabandear caixas de cigarro.

### Operação Castanheira
Em agosto de 2014, o Ibama, Ministério Público Federal, Receita Federal, Polícia Federal e Força Nacional de Segurança Pública deflagraram a Operação Castanheira para investigar a quadrilha de Ezequiel. Foram realizados 22 mandados de busca e apreensão, 11 de prisões preventivas, 3 prisões temporárias e 4 conduções coercitivas no município de Novo Progresso e outras cidades de São Paulo, Paraná e Mato Grosso. Os crimes são invasão de terras públicas, furto, sonegação fiscal, crimes ambientais, falsificação de documentos, formação de quadrilha e lavagem de dinheiro.
A operação dessa vez foi focada nos crimes financeiros de Castanha. Em 2015, Castanha e 15 associados foram presos em Itaituba. Sua prisão teve repercussão nacional e internacional, sendo noticiado entre outros veículos pela TV Globo, Bom Dia Brasil e Reuters. Sua pena pode chegar até 46 anos. O presidente do Ibama, Luciano Evaristo chamou a operação do maior marco da luta contra o desmatamento no Pará, e que o desmantelamento da quadrilha contribui significativamente para o controle do problema. O Ibama afirma que o desmatamento em volta da BR-163 caiu em 65% após a prisão. Apesar disso, o desmatamento cresceu em 41% no Pará em 2016. A área foi bloqueada para regularização fundiária.
Castanha foi detido no presídio municipal de Itaituba. O caso será julgado pela Justiça Federal. O advogado de Castanha, Alberto Vila Cabano, declarou para a TV Globo que as acusações são infundadas e seu cliente provará a inocência. No total 23 pessoas foram indiciadas, e o Ministério Público Federal pediu à Justiça uma sentença total de 1.077 anos por 17 crimes diferentes. Em vistoria realizada pela Polícia Federal no dia 10 de fevereiro de 2015, foi constatado que Castanha possuía diversas regalias na cela, incluindo aparelho de ginástica, cafeteira, placa de internet, notebook e impressora. De acordo com os funcionários, as regalias foram liberadas pelo diretor do presídio após promessa que seu frigorífico seria o principal fornecedor de carnes dos Supermecados Castanha, e foram tantas que 41% dos 275 presos ameaçaram realizar motins. No momento, Castanha responde em liberdade provisória e sua pena pode chegar até 54 anos.